# La Bastide-Pradines
La Bastide-Pradines är en kommun i departementet Aveyron i regionen Occitanien i södra Frankrike. Kommunen ligger  i kantonen Saint-Affrique som ligger i arrondissementet Millau. År 2022 hade La Bastide-Pradines 120 invånare.

## Befolkningsutveckling
Antalet invånare i kommunen La Bastide-Pradines
Referens: INSEE